# Lubenowo (obwód Chaskowo)
Lubenowo (bułg. Любеново) – wieś w obwodzie Chaskowo, gminie Chaskowo, oddalona 15 km od Chaskowa. Według danych Narodowego Instytutu Statystycznego w Bułgarii, 31 grudnia 2011 roku wieś liczyła 86 mieszkańców.

## Historia
Miejscowość ta powstała w połowie XIX wieku. Dawniej wieś zamieszkiwali Turcy a dawna nazwa wsi to Gunes, oznaczające z języka tureckiego słońce. W 1896 roku została wzniesiona cerkiew.

## Zabytki
W pobliżu wsi na wzgórzu znajdują się pozostałości średniowiecznej twierdzy "Hissar", gdzie są prowadzone wykopaliska archeologiczne.